# Pepe Benavente
José Francisco Benavente Báez (Santa Cruz de Tenerife, 29 de enero de 1954), más conocido como Pepe Benavente, es un cantante español. Ganó  popularidad en el año 1999 tras entrar en el grupo musical Trío Diamantes, donde grabó su primer disco en solitario. En la actualidad, junto con su carrera musical es también presentador de programas en Televisión Canaria.

## Biografía
José Francisco Benavente Báez, nació en Santa Cruz de Tenerife, el 29 de enero de 1954. Siendo el sexto de los siete hijos de don Antonio Benavente Santos (1914-1976) y de doña Benigna Casimira Báez Cabrera "conocida por doña Vera" (1916-2008).
Comenzó a cantar a los 7 años de la mano de su hermana la también cantante Olga Benavente, con el grupo de niños cantantes que dirigía el maestro Juan Flores. Su carrera profesional se inicia en 1970 al frente del grupo musical Los Dandy's. Luego pasó por las orquestas Los Belter, Los Simios, Maradú, Timanfaya y Silver Star, hasta quedarse al frente de Los Dinámicos, con quienes trabajó durante casi dos décadas.
En 1999, deja la orquesta Los Dinámicos y entra en el Trío Diamantes. Con el Trío Diamantes le llega la oportunidad de grabar su primer disco en solitario. 
La emisión del vídeo de publicidad en televisión, con la canción Una noche como ésta, grabado antes de una verbena en un barrio de los montes de Anaga, en Tenerife, llega a lo más alto de la popularidad en las Islas Canarias. A raíz de éste éxito decide dejar su trabajo como soldador en la Refinería de Petróleos de Santa Cruz de Tenerife, para dedicarse solo a la música. Su fama lo lleva también a debutar como presentador de televisión junto a la presentadora Ana Trabadelo, donde se estrena el programa ¡Quiero ser como Pepe! en TV Canaria. Sus canciones de mayor éxito son "El Polvorete" y "Por medio peso" entre otras.
Feliz 2013 Artistas: K-Narias, Eloísa González, Trío Zapatista, Armonía Show, Efecto Pasillo, Los Concejales, Lilifó Yalindo, El Combo Dominicano, Luis Deseda, Foncho, Mara Ferrándiz, Kdt's, Anaé, Xayo y Mariachi Peleón, Rainbow, Melodía Show, Natalia Cordero, Guira Latina, Gerson Galván, Grupo Arena, Las Lady's, Gospel Mlou, Los 3 Aries y Los Granjeros.

## Discografía
(Grabaciones en solitario).
- De todo Corazón (2001)
- Canta México (2004)
- Canta México 2 (2005)
- Una Voz para el Pueblo (2006)
- 636 horas con mi Gente (2007)
- Lo mejor de mi (2007)
- Benavente (2008)
- De Guateque con Pepe (2008)
- Bailando en Navidad con Pepe (2009)
- Canta a México 3 - Rompe y Raja (2009)
- De guateque con Pepe 2 (2010)
- Para ti Mamá (2010)
- Pachangazo (2011)
- Con Nombre de Mujer (2011)
- Baila Conmigo (2012)
- Canta a Canarias (2012)
- Menudas Canciones (2013)
- Continuados Mexicanos (2014)
- Homenaje a Manolo Escobar (2014)
- Pepe y Arturo - Guárdame un Cachorro (2015)
- Canciones de toda una vida (2016)
- De Verbena con Pepe (2017)
- Canto a mis mayores (2018)
- Canta a Camilo Sesto (2019)
- Toda una Vida (2020)
- Desde Canarias a Andalucía (2021)
- Quédate conmigo (2022)